# 야마다촌 (사이타마현)
야마다촌(山田村)은 사이타마현 이루마군에 있던 촌이다. 현재의 가와고에시에 해당한다.

## 역사
- 1889년 4월 1일 - 정촌제 시행에 의해 이루마군 야마다촌이 성립하였다.
- 1955년 4월 1일 - 가와고에시에 편입해 소멸하였다.

## 참고문헌
- 角川日本地名大辞典